# Little Silver
Little Silver es un borough ubicado en el condado de Monmouth en el estado estadounidense de Nueva Jersey. En el año 2010 tenía una población de 5,950 habitantes y una densidad poblacional de 683.9 personas por km².

## Geografía
Little Silver se encuentra ubicado en las coordenadas 40°20′06″N 74°02′04″O / 40.33500, -74.03444.

## Demografía
Según la Oficina del Censo en 2000 los ingresos medios por hogar en la localidad eran de $94,094 y los ingresos medios por familia eran $104,033. Los hombres tenían unos ingresos medios de $90,941 frente a los $45,938 para las mujeres. La renta per cápita para la localidad era de $46,798. Alrededor del 0.8% de la población estaba por debajo del umbral de pobreza.